# Arcola (Texas)
Arcola è un comune (city) degli Stati Uniti d'America della contea di Fort Bend nello Stato del Texas. La popolazione era di 1.642 abitanti al censimento del 2010. Si trova all'interno dell'area metropolitana di Houston-Sugar Land-Baytown.

## Geografia fisica
Arcola è situata a 29°30′05″N 95°27′50″W (29.501339, -95.463760).
Secondo lo United States Census Bureau, la città ha una superficie totale di 5,12 km², dei quali 5,07 km² di territorio e 0,05 km² di acque interne (0,96% del totale).
La Texas State Highway 6 attraversa la città, conducendo a nord-ovest 14 miglia (23 km) a Sugar Land e a sud-est 14 miglia ad Alvin. Il centro di Houston si trova 22 miglia (35 km) a nord.

## Società

### Evoluzione demografica
Secondo il censimento del 2010, la popolazione era di 1.642 abitanti.

### Etnie e minoranze straniere
Secondo il censimento del 2010, la composizione etnica della città era formata dal 35,99% di bianchi, il 28,5% di afroamericani, lo 0,18% di nativi americani, lo 0,97% di asiatici, lo 0% di oceanici, il 32,28% di altre razze, e il 2,07% di due o più etnie. Ispanici o latinos di qualunque razza erano il 62,42% della popolazione.